# Theodor Kohlmann

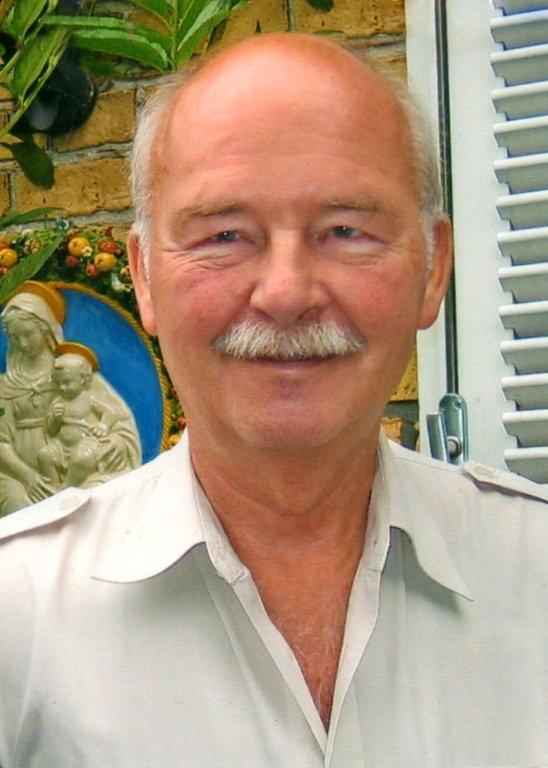
Theodor Kohlmann

Theodor Kohlmann (* 9. Juni 1932 in Oldenburg; † 9. August 2011 in Soest) war ein deutscher Volkskundler und Museumsleiter. Er war von 1974 bis 1994 Direktor des „Museums für Deutsche Volkskunde“ in West-Berlin bzw. des wiedervereinigten Berliner Museums für Volkskunde.

## Leben
Kohlmann studierte Klassische Philologie, Archäologie und Volkskunde an den Universitäten Göttingen und Tübingen. Er war ab 1962 wissenschaftlicher Assistent am Niedersächsischen Freilichtmuseum Museumsdorf Cloppenburg und arbeitete zusammen mit Helmut Ottenjann. Mit einer Arbeit über das Zinngießerhandwerk im westlichen Niedersachsen im 17. bis 19. Jahrhundert wurde er 1968 in Tübingen promoviert.
1969 kam er als Mitarbeiter an das damalige Museum für Deutsche Volkskunde der Staatlichen Museen Stiftung Preußischer Kulturbesitz. Gemeinsam mit seiner Familie siedelte er nach West-Berlin und übernahm 1974 nach dem Ausscheiden von Lothar Pretzell die Leitung dieses Hauses. Die ersten Jahre seiner Amtszeit waren durch den Umzug aus dem jahrelangen Provisorium in Lichterfelde in ein eigenes Gebäude nach Dahlem und dem Aufbau einer Dauerausstellung bestimmt, die er anlässlich der Eröffnung des Museums im April 1976 der Öffentlichkeit übergeben konnte. Mit der Eröffnungsausstellung von Moritatenbildern aus der Sammlung des Berliner Regisseurs Robert Adolf Stemmle präsentierte er zugleich einen bedeutenden Ankauf, der an eine alte Sammeltradition des Hauses anknüpfte.
Mit der Hinwendung zur Alltagskultur Ende der 1970er-Jahre folgte er der wissenschaftlichen Neuorientierung des Faches und bestimmte damit die Sammlungskonzeption des Berliner Museums als zentraler Museumseinrichtung in den folgenden Jahren. Sein besonderes Augenmerk galt dabei dem Aufbau einer Sammlung von Bilderbogen und populärem Wandschmuck, die mit etwa 100.000 Blättern heute zu den bedeutendsten ihrer Art in Deutschland gehört. Mit seinen späteren Erwerbungen von Bilderbogen und populärem Wandschmuck europäischer Provenienz, legte er einen Grundstein für die Ausweitung des heutigen Museumskonzepts.
1993 konnte er die bereits durch seinen Vorgänger für das Museum gesicherte Sammlung „Das Evangelium in den Wohnungen der Völker“ von Gertrud Weinhold nach deren Tod in das Museum integrieren. Es erhielt damit einen wichtigen Zuwachs an Beständen aus dem Bereich der religiösen Volkskunde, die weit über den deutschsprachigen Raum hinausreichte.
Unter Theodor Kohlmanns Leitung hat das Museum mit über 50 Sonderausstellungen und wichtigen Begleitpublikationen zur Volkskunde und Alltagskultur der Öffentlichkeit zugleich wichtige Teile seiner Bestände präsentiert.
Als 2. Vorsitzender der Deutschen Gesellschaft für Volkskunde und als Mitglied der Kommission für Ostdeutsche Volkskunde sowie der Volkskundlichen Kommission des Landschaftsverbandes Westfalen-Lippe war Theodor Kohlmann an den Diskussionen des Fachs Volkskunde beteiligt. Die Rolle des Museums für Deutsche Volkskunde in Berlin als zentrale Sammlungs- und Forschungsstätte unterstrich er durch Ausrichtung der Tagung Kulturgeschichtlicher Museen in der Deutschen Gesellschaft für Volkskunde zur Alltagskultur der letzten 100 Jahre 1978 und des 24. Deutschen Volkskunde-Kongresses 1983.
Nach der Wiedervereinigung und der dann folgenden Zusammenführung der Berliner Museen wurde Theodor Kohlmann erster Direktor des wiedervereinigten Hauses, das damals als Museum für Volkskunde firmierte und über einen Gesamtbestand von ca. 200.000 Objekten verfügte. Die bisherige Direktorin des Ostberliner Volkskundemuseums, Erika Karasek, wurde seine Stellvertreterin. Am 30. Juni 1994 trat Kohlmann in den Ruhestand, Erika Karasek trat seine Nachfolge an. Unter ihrer Leitung wurde das Haus 1999 zum Museum Europäischer Kulturen umgestaltet.

## Mitgliedschaften
- Volkskundliche Kommission für Westfalen
- Freunde des Soester Kunstbesitzes e.V.
- 2. Vorsitzender der Deutschen Gesellschaft für Volkskunde
- Verein der Freunde des Museums Europäischer Kulturen
- Arbeitskreis Bild Druck Papier - Cercle d’Études Imagerie Impression Papier - Working Group Picture Print Paper

## Schriften
- Zinngießerhandwerk und Zinngerät in Oldenburg, Ostfriesland und Osnabrück von 1600–1900. Otto Schwartz & Co., Göttingen 1972.
- Altes Zinn aus dem westlichen Niedersachsen. Sammlung Museumsdorf Cloppenburg, 1972.
- Wer spielt mit? Gesellschaftsspiele auf Bilderbogen. Museum für Deutsche Volkskunde, Staatl. Museen Preuß. Kulturbesitz, Berlin 1978.
- mit Sigmar Radau: Das Preußische Bild, Studien zur Spielkarte. Berlin 1978.
- Das Bild vom Bauern: Vorstellungen und Wirklichkeit. Museum für Deutsche Volkskunde, Staatl. Museen Preuß. Kulturbesitz, Berlin 1978.
- Laienmaler aus Deutschland und Österreich. Museum für Deutsche Volkskunde, Staatl. Museen Preuß. Kulturbesitz, Berlin 1979
- Herausgeber: Die Meisterwerke aus dem Museum für Deutsche Volkskunde Berlin, Staatliche Museen Preuß. Kulturbesitz. Belser, Stuttgart/Zürich 1980, ISBN 3-7630-2014-4.
- mit Heidi Müller: Die Meisterwerke aus dem Museum für Deutsche Volkskunde Berlin, Staatliche Museen Preuß. Kulturbesitz. Belser-Kunstbibliothek Stuttgart, Zürich 1980, ISBN 3-7630-2014-4.
- Bearbeitet: Neuruppiner Bilderbogen. Museum für Deutsche Volkskunde, Staatl. Museen Preuß. Kulturbesitz, Berlin 1981, ISBN 3-88609-053-1.
- Herausgeber: Traurige Schicksale der Liebe : Moritatentafeln. Harenberg, Dortmund 1982, ISBN 3-88379-329-9.
- mit Sigmar Radau und Stefan Schlede: Bube, Dame, König: Alte Spielkarten aus Berliner Museums- und Privatsammlungen. Museum für Deutsche Volkskunde, Staatl. Museen Preuß. Kulturbesitz, Berlin 1982, ISBN 3-88609-100-7.
- Berliner Spielkarten. Verein der Freunde des Museums für Deutsche Volkskunde, Staatl. Museen Preuß. Kulturbesitz, Berlin 1984, ISBN 3-924084-01-7.
- mit Sabine Schachtner: Fibeln, Fibeln... Deutsche Fibeln der Vergangenheit. Museum für Deutsche Volkskunde, Staatl. Museen Preuß. Kulturbesitz, Berlin 1988.
- mit Karin Göbel, Heidi Müller und Konrad Vanja:  Auf's Ohr geschaut. Ohrringe aus Stadt und Land vom Klassizismus bis zur neuen Jugendkultur. Ausstellung Museum für Deutsche Volkskunde SMPK, Berlin. Reimer, Berlin 1989, ISBN 3-496-01068-1.
- Modelstecher, Briefmaler, Illuministen und Kartenmaler. In: Reinhold Reith (Hrsg.): Lexikon des alten Handwerks. C. H. Beck, München 1990, ISBN 3-406-34470-4, S. 164–167.
- Aus der Sammlung: Spielzeug. Museum für Deutsche Volkskunde, Staatl. Museen Preuß. Kulturbesitz, Berlin 1991.
- mit Angelika Iwitzki und Irene Ziehe: Europäische Freiheitskämpfe, das merkwürdige Jahr 1848. Eine neue Bilderzeitung von Gustav Kühn in Neuruppin. Reimer, Berlin 1994, ISBN 3-496-01115-7.
- Herausgeber – mit Heike Müns: Jahrbuch für Ostdeutsche Volkskunde - Band 38 / 1995. Verl. N. G. Elwert, Marburg 1995, ISBN 3-7708-1077-5.
- Herausgeber – mit Heike Müns: Jahrbuch für Ostdeutsche Volkskunde - Band 39 / 1996.  Verl. N. G. Elwert, Marburg 1996, ISBN 3-7708-1077-5.
- Die grosse Welt in kleinen Bildern: Berliner Bilderbogen Aus Zwei Jahrhunderten. Stiftung Stadtmuseum Berlin, 1999, ISBN 3-910029-23-X.